# Llebre mallorquina
La llebre mallorquina (Lepus granatensis solisi) és una de les tres subespècies de la llebre ibèrica (Lepus granatensis).
La llebre mallorquina és un animal endèmic de l'illa de Mallorca i de l'illa d'Eivissa. Sembla haver-se extingit a Eivissa durant els anys 80 del segle xx, mentre que la població de Mallorca fou descrita des del [1992, també es dona per extinta segons nombroses fonts, encara que falten dades que demostrin la desaparició total d'aquests animal a l'illa. Per això molts zoòlegs continuen classifica-la com existent encara que en perill crític d'extinció.